# Devapala
Devapala (en bengali : দেবপাল) (IXe siècle) était le plus puissant souverain de l'empire Pala de la région du Bengale, dans le sous-continent indien. Troisième roi de la lignée, il avait succédé à son père Dharamapala. Devapala élargit les frontières de l'empire en conquérant les actuels Assam et Orissa. Les inscriptions Pala lui attribuent également plusieurs autres victoires, mais ces affirmations sont considérées comme étant exagérées.

## Règne

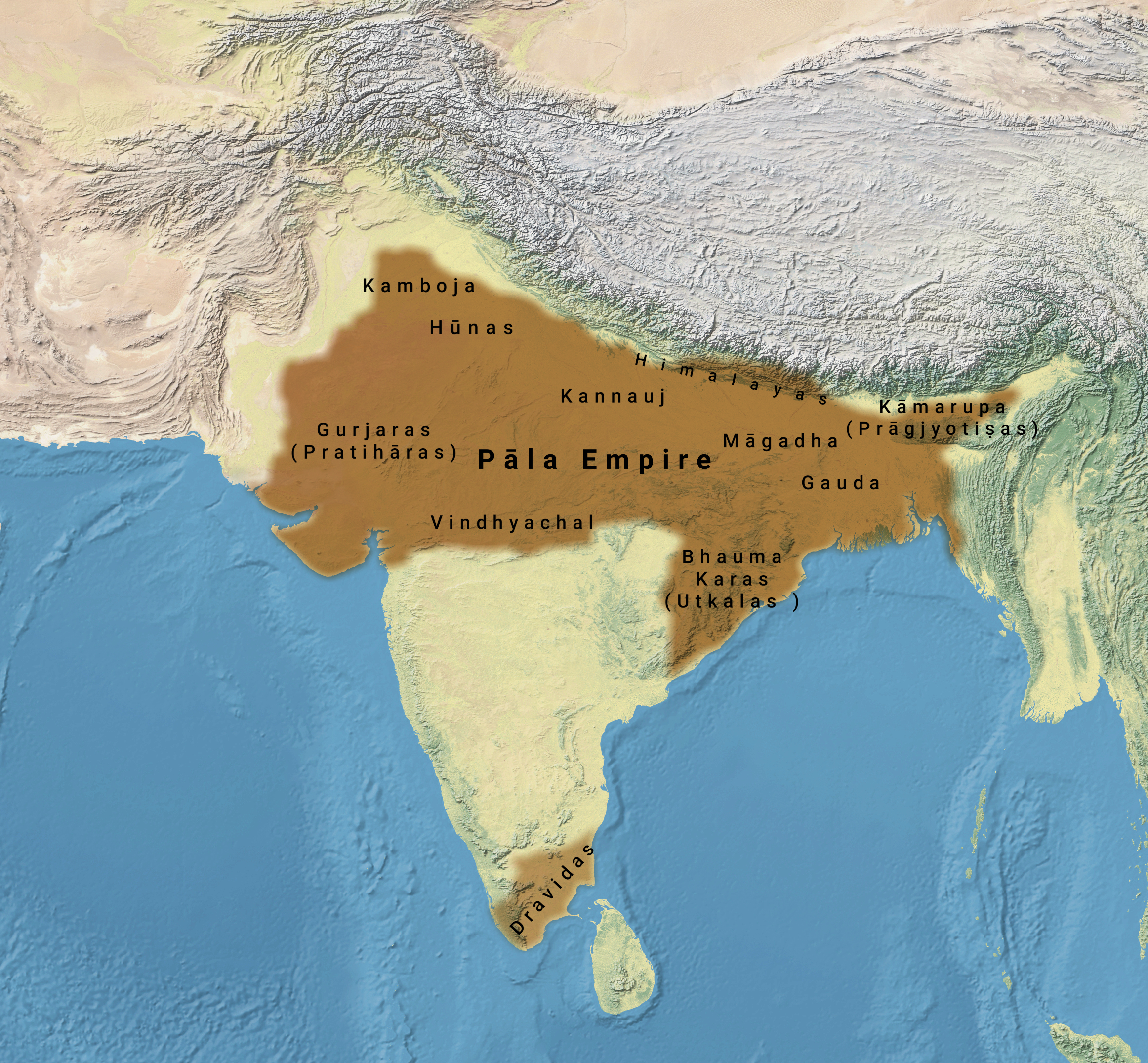
Extension de l'empire sous Devapala.

Devapala était le troisième roi de la lignée et avait succédé à son père Dharamapala. Sa mère était Rannadevi, une princesse Rashtrakuta. Les historiens antérieurs considéraient Devapala comme un neveu de Dharmapala, sur la base de la plaque de cuivre de Bhagalpur de Narayanapala, qui mentionne Devapala comme étant le purvajabhrata de Jayapala (interprété comme « frère aîné »). Jayapala est mentionné comme le fils du frère de Dharmapala, Vakpala, dans plusieurs inscriptions Pala. Cependant, la découverte de l'inscription sur cuivre de Munger (Monghyr) a changé cette vision. Cette inscription particulière décrit clairement Devapala comme étant le fils de Dharmapala.
Sur la base des différentes interprétations des différentes épigraphes et documents historiques, les différents historiens estiment le règne de Devapala comme suit:32–37 :
| Historien                | Estimation du règne |
| ------------------------ | ------------------- |
| R. C. Majumdar (1971)    | 810-c. 850          |
| A. M. Chowdhury (1967)   | 821-861             |
| B. P. Sinha (1977)       | 820-860             |
| D. C. Sircar (1975-1976) | 812-850             |

## Expansion de l'Empire Pala
Devapala a lancé des campagnes militaires sous la direction de son cousin et de son général Jayapala, qui était le fils du frère cadet de Dharmapala, Vakpala. Ces expéditions aboutirent à l'invasion de Pragjyotisha (aujourd'hui Assam) que le roi se soumit sans livrer bataille, et d'Utkala (aujourd'hui Odisha) dont le souverain s'enfuit de sa capitale.
L'inscription très exagérée du pilier Badal d'un roi Pala ultérieur, Narayanapala, déclare que l'empire de Devpala s'étendait jusqu'aux Vindhyas, à l'Himalaya et aux deux océans (vraisemblablement la mer d'Oman et le golfe du Bengale). Il prétend également que Devapala a exterminé les Utkalas (aujourd'hui Orissa), conquis le Pragjyotisha (Assam), brisé la fierté des Hunas (en), humilié les seigneurs gujaratis et dravidiens,. Ces affirmations sont exagérées, mais ne peuvent être entièrement rejetées : les royaumes voisins de Rashtrakutas et des Gurjara-Pratiharas étaient faibles à l'époque et ont peut-être été soumis par Devapala,.
Les « Gurjaras » de l'inscription font référence aux Gurjara-Pratiharas dirigés par Mihira Bhoja. Les Hunas font probablement référence à une principauté du nord-ouest de l’Inde. Le terme de « Dravida » est généralement considéré comme une référence aux Rashtrakutas (dirigés par Amoghavarsha ), mais R. C. Majumdar pense qu'il peut faire référence au roi Pandyan Sri Mara Sri Vallabha. Cependant, il n'existe aucune trace définitive d'une expédition de Devapala vers l'extrême sud. Quoi qu’il en soit, sa victoire dans le sud ne pouvait être que temporaire, et sa domination se trouvait principalement dans le nord.
Alors qu'un ancien pays portant le nom de « Kamboja » était situé dans ce qui est aujourd'hui l'Afghanistan, rien ne prouve que l'empire de Devapala s'étendait aussi loin. Kamboja, dans cette inscription, pourrait faire référence à la tribu Kamboja qui était entrée dans le nord de l'Inde. La plaque de cuivre de Munger indique que les Palas recrutaient leurs chevaux de guerre parmi les Kambojas et qu'il pourrait y avoir eu une cavalerie Kamboja dans les forces armées de Pala. Viradeva, un érudit nommé par lui comme abbé de Nalanda, serait originaire de Nagarahara (identifié à Jalalabad d'aujourd'hui). Cela a conduit certains chercheurs à se demander si Devapala avait effectivement lancé une expédition militaire dans l'Afghanistan actuel, au cours de laquelle il aurait rencontré Viradeva.

## Tendances religieuses
Devapala était un fervent défenseur du bouddhisme et approuva la construction de nombreux temples et monastères à Magadha. Il entretenait le célèbre monastère bouddhiste d'Uddandapura. Buton Rinchen Drub attribue à son père Dharmapala la construction du monastère, bien que d'autres récits tibétains, comme celui de Taranatha, affirment qu'il a été construit par magie puis confié à Devapala.
Balaputradeva, le roi Sailendra de Java, lui envoya un ambassadeur pour lui demander une subvention de cinq villages pour la construction d'un monastère à Nalanda. Devapala accède à cette demande. Il a également parrainé l'université Vikramashila et l'université de Nalanda.

## Dans la culture populaire
Les exploits de Devapala — à la fois vérifiés et légendaires — ont inspiré la campagne bengalie de l'extension Dynasties of India du jeu Age of Empires II: Definitive Edition.